# أذن الفأر الضعيف
أذن الفأر الضعيف (الاسم العلمي: Myosotis debilis) هو نوع من النباتات يتبع جنس أذن الفأر من الفصيلة الحمحمية.